# Grace VanderWaal

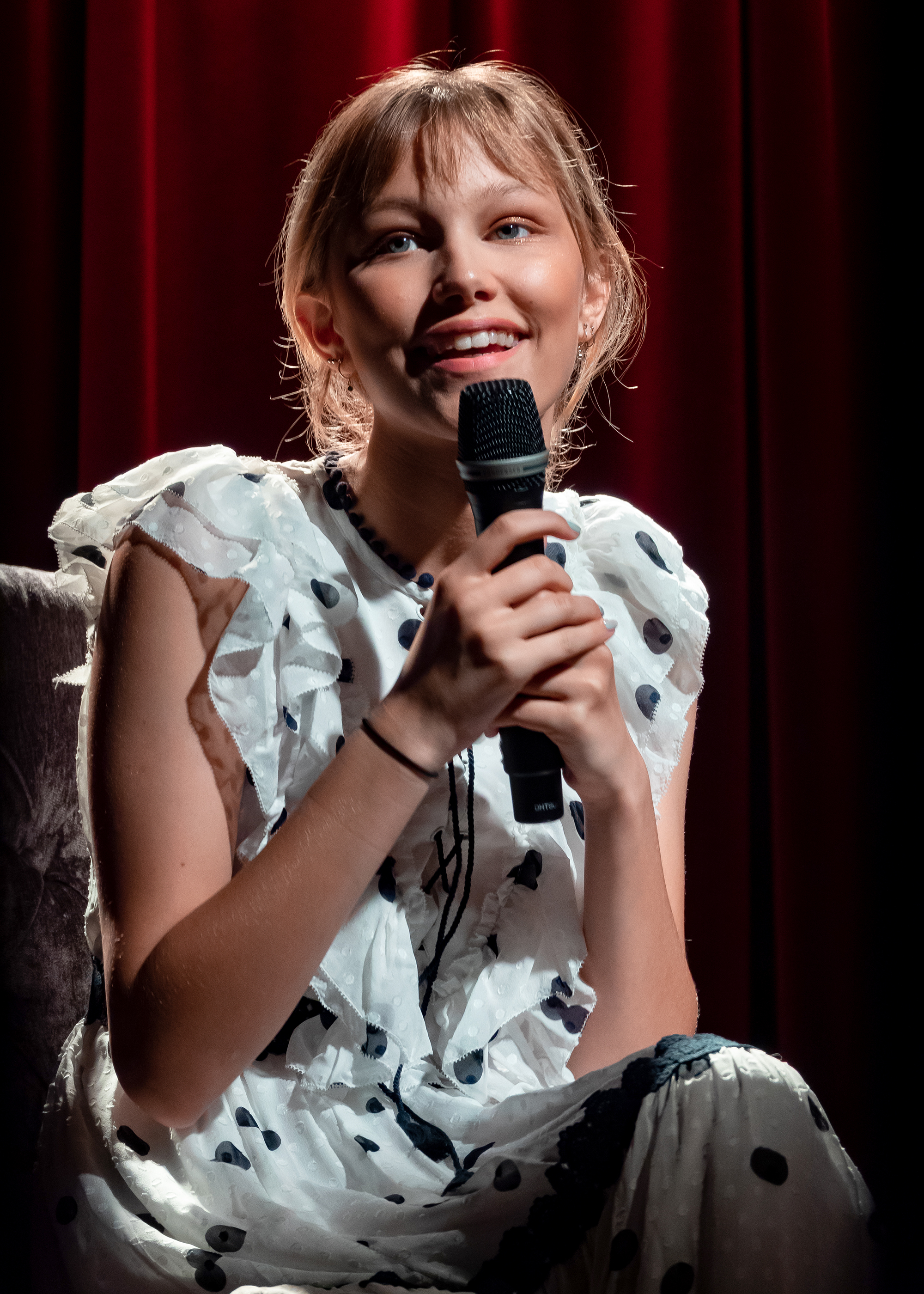
Grace VanderWaal (2018)

Grace Avery VanderWaal (* 15. Januar 2004 in Lenexa, Kansas) ist eine US-amerikanische Sängerin und Songschreiberin sowie Model und Schauspielerin. Sie begann ihre musikalische Karriere, indem sie Videos ihrer Originalsongs und Coverversionen auf YouTube veröffentlichte sowie in „Open-Mic“-Nächten in der Nähe ihres Wohnortes Suffern, New York, auftrat. Im September 2016, als sie 12 Jahre alt war, gewann sie die elfte Staffel der NBC-Talentshow America’s Got Talent und sang dabei ausschließlich ihre eigenen Originalsongs. Im Dezember 2016 veröffentlichte VanderWaal ihre erste EP, Perfectly Imperfect, bei Columbia Records. Sie trat zudem im Planet Hollywood Resort and Casino am Las Vegas Strip, im Madison Square Garden, bei der Eröffnungs- und Schlussveranstaltung der Special Olympics Winterspiele in Österreich, bei verschiedenen Benefizkonzerten, dem Austin City Limits Music Festival und in diversen Talkshows im US-Fernsehen auf. VanderWaal gewann unter anderem den Radio Disney Music Award 2017 für den besten Newcomer und einen Teen Choice Award, wurde viermal hintereinander (2016–2019) sowie erneut 2021 in die „21-Under-21“-Liste der schnell aufstrebenden neuen Musikstars des Billboard Magazins aufgenommen und erhielt 2017 mit 13 Jahren den „Billboard Women in Music Rising Star Award“. Weiterhin war sie die jüngste Künstlerin auf der „30-Under-30“-Liste des Forbes Magazins.
Im November 2017 veröffentlichte VanderWaal ihr erstes komplettes Studioalbum, Just the Beginning, und tourte damit durch Nordamerika. Darüber hinaus war sie im Sommer 2018 mit der Rockgruppe Imagine Dragons auf deren „Evolve World Tour“ ebenfalls durch Nordamerika unterwegs. Zudem gab sie 2020 in Disneys Fernsehfilm Stargirl ihr Schauspieldebüt.

## Leben
Grace VanderWaal wurde in der Metropolregion Kansas City geboren und lebt mit ihren Eltern Tina und David VanderWaal sowie ihrer drei Jahre älteren Schwester Olivia in Suffern im US-amerikanischen Bundesstaat New York. Des Weiteren hat sie einen älteren Bruder namens Jakob.
Im Alter von 11 Jahren kaufte sie sich mit dem Geld, das sie zu ihrem Geburtstag bekommen hatte, eine Ukulele, inspiriert durch den Besuch von einer Freundin der Familie aus Brasilien, die auf ihrer Ukulele spielte. Das Spielen brachte sie sich selbst mit Hilfe von YouTube-Videos bei. Weiterhin spielte sie Saxophon in ihrer Schulband sowie Piano. Nachdem sie das Ukulelespielen erlernt hatte, begann sie, erste Erfahrungen vor Publikum bei „Open-Mic-Night“-Auftritten in einem Café in der Nähe ihres Wohnortes zu sammeln.
Im Jahr 2016 nahm sie an der elften Staffel der US-amerikanischen NBC-Talentshow America’s Got Talent teil, die sie mit ausschließlich selbst geschriebenen Songs im Finale am 14. September 2016 gewann und ein Preisgeld von einer Million US-Dollar erhielt. Zudem konnte sie einen Plattenvertrag bei Columbia Records abschließen.

## Karriere

### 2016 bis 2017: America’s Got Talent und danach
Während der am 7. Juni 2016 bei NBC ausgestrahlten „Auditions“ stellte sich VanderWaal mit ihrem selbstkomponierten Lied I Don’t Know My Name vor und konnte damit das Publikum sowie die Jury überzeugen. Juror Howie Mandel schickte sie daraufhin mit dem „Golden Buzzer“ direkt ins Viertelfinale der Liveshows. Simon Cowell nannte VanderWaal „die nächste Taylor Swift.“ Im Viertelfinale am 23. August sang sie ihren Song Beautiful Thing, ein Lied, das sie für ihre Schwester geschrieben hat. Im Halbfinale am 30. August trat sie mit dem Lied Light the Sky auf, und im Finale am 13. September sang sie Clay, ein Lied über den Umgang mit Mobbing.
In der letzten großen zweistündigen Finalshow am 14. September sang VanderWaal erneut das Lied I Don’t Know My Name. Am Ende der Sendung wurde sie als Staffel-11-Gewinnerin bekanntgegeben. VanderWaal war nach Bianca Ryan die zweitjüngste Gewinnerin in der zehnjährigen Geschichte der Sendung. Neben dem Preisgeld erhielt sie die Möglichkeit, im Oktober 2016 an vier Abenden im Planet Hollywood Resort and Casino am Las Vegas Strip aufzutreten. Einen Teil des Preisgeldes setzte VanderWaal für wohltätige Zwecke zur musikalischen Förderung ein.
Am 2. Dezember 2016 veröffentlichte Columbia Records VanderWaals Debüt-EP mit dem Titel Perfectly Imperfect. Das Album enthält unter anderem Studioversionen der in America’s Got Talent gesungenen Lieder.
Im März 2017 trat VanderWaal gemeinsam mit Jason Mraz bei der Eröffnungsfeier für die Special Olympics World Winter Games 2017 in Österreich auf. Zudem sang sie auf der Abschlussveranstaltung ihre Lieder I Don’t Know My Name und Light the Sky. Am 30. April 2017 trat sie bei den Radio Disney Music Awards mit I Don’t Know My Name auf, wo sie außerdem den Preis für den besten neuen Künstler erhielt.

### 2017 bis 2018: IMG Models, DebütalbumJust the Beginningund anschließende Tour

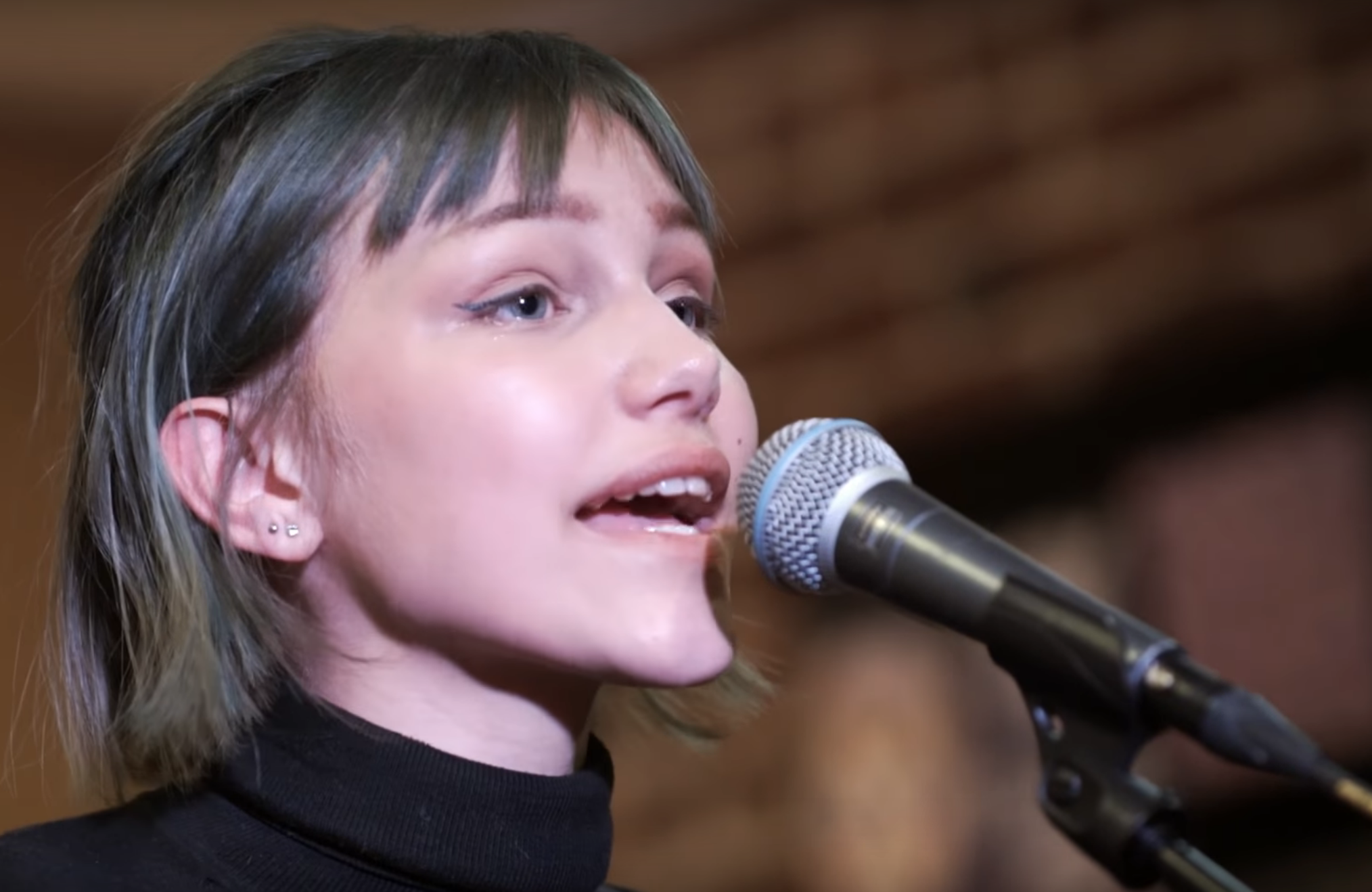
VanderWaal, 2018

Am 21. Juni 2017 veröffentlichte VanderWaal ihre Single Moonlight, die sie am selben Tag während der Eröffnungsshow zur VidCon, YouTube OnStage, in der Arena des Anaheim Convention Center in Anaheim, Kalifornien, uraufführte. Im August folgte die Single Sick of Being Told, und sie gewann einen Teen Choice Award. Mit einer Live-Aufführung von Moonlight gastierte VanderWaal zudem am 16. August 2017 bei America’s Got Talent. Sie wurde darüber hinaus von der Modelagentur IMG Models unter Vertrag genommen, um sie zu repräsentieren. Im September 2017 war sie für den Modedesigner Marc Jacobs auf der New York Fashion Week. Darüber hinaus ging VanderWaal eine Kooperation mit dem Instrumentenbauer Fender ein, um eine eigene „Signature“-Ukulelen-Serie gemeinsam mit dem Hersteller zu entwickeln. Sie ist die jüngste Künstlerin und zugleich erste Ukulelespielerin, die mit Fender zusammenarbeitet.
Am 3. November 2017 veröffentlichte Columbia Records VanderWaals Debütalbum Just the Beginning, dem die ersten Singles Moonlight sowie Sick of Being Told vorausgegangen waren. Weitere Lieder aus dem Album stellte sie zuvor in zwei Konzerten am 7. sowie 14. Oktober 2017 auf dem Austin City Limits Music Festival in Austin, Texas, vor. Am 5. November startete sie zudem in Los Angeles, Kalifornien, ihre „Just the Beginning Tour“ durch Nordamerika, die im Februar 2018 fortgesetzt wurde. Ende November 2017 verlieh ihr das Billboard-Magazin den Rising Star Award.
Am 30. März 2018 erschien die Single Clearly, eine Neuinterpretation von Johnny Nashs im Jahr 1972 veröffentlichten Lied I Can See Clearly Now. Von Anfang Juni bis August 2018 unterstützte VanderWaal die US-amerikanische Rockband Imagine Dragons als deren „Vorgruppe“ im nordamerikanischen Teil der Evolve World Tour.

### 2019: Opener für Florence and the Machine undUr-So-Beautiful-Tour
2019 veröffentlichte VanderWaal eine Reihe von Singles:
Stray im Februar. Im März 2019 erschien das Lied Hideaway, das in dem Film Willkommen im Wunder Park zu hören ist. Am 28. Juni kam die Single Ur So Beautiful, die sie an der Release-Party für Stray erstmals öffentlich vorgetragen hatte, und schließlich am Vorabend der Ur-So-Beautiful-Tour die Single Waste My Time.
Im Juni trat sie an vier Tourstops als Vorgruppe für Florence and the Machine auf deren High-as-Hope-Tour auf.
Vom 10. August bis zum 21 September, mit einem Nachzüglerdatum im November am Wonderfront Festival in San Diego, lief die Ur-So-Beautiful-Tour, in deren Rahmen VanderWaal drei neue Lieder vorstellte (I Don’t Like You am 11. August in Asheville, The City am 13. August in Nashville und Poser am 2. September in Fort Collins, Colorado.) Im Laufe dieser Tour kündigte VanderWaal eine neue EP für Herbst an, die unter anderem die drei neuen Stücke enthalten sollte und die im November 2019 erschien (Letters Vol. 1).[veraltet]

### 2020: FilmpremiereStargirl
Am 13. März 2020 wurde der Fernsehfilm Stargirl mit VanderWaal in der Titelrolle auf der Streamingplattform Disney+ veröffentlicht. Der Film, der auf der gleichnamigen Erzählung von Jerry Spinelli aus dem Jahr 2000 basiert, war VanderWaals Schauspieldebüt. Gefilmt wurde er 2018 in New Mexico. Teil des Soundtracks ist auch der von ihr geschriebene Song Today And Tomorrow.

### 2021: Singleveröffentlichungen und Dreharbeiten zumStargirl-Sequel
Am 5. März 2021 veröffentlichte VanderWaal ihre Single Don’t Assume What You Don’t Know und das dazugehörige Musikvideo. Am 16. April folgte der Titel Repeat,  zusammen mit dem wiederum von Clare Gillen produzierten Musikvideo.
Im Februar 2021 wurde bekannt, dass Disney+ plant, ein Sequel unter dem Titel Hollywood Stargirl zum im Vorjahr veröffentlichten Fernsehfilm Stargirl zu produzieren, in dem VanderWaal erneut die Rolle von Stargirl Caraway übernehmen soll. Die Dreharbeiten in Los Angeles begannen unter der Regie von Julia Hart im Mai 2021 und endeten im Juli 2021. Neben Grace VanderWaal sind in weiteren Rollen unter anderem Uma Thurman, Judd Hirsch und Elijah Richardson zu sehen. Michael Penn und Grace VanderWaal produzieren die Musik zum Soundtrack des Films. Im Oktober 2021 führte das Billboard-Musikmagazin VanderWaal zum fünften Mal auf seiner „21-Under-21“-Liste.

## Diskografie

### Studioalben
| Jahr | Titel              | Höchstplatzierung, Gesamtwochen, AuszeichnungChartsChartplatzierungen (Jahr, Titel, Platzierungen, Wochen, Auszeichnungen, Anmerkungen) | Anmerkungen |
| Jahr | Titel              | US | Anmerkungen |
| ---- | ------------------ | --- | --- |
| 2017 | Just the Beginning | US22 (2 Wo.)US | Erstveröffentlichung: 3. November 2017 Produzenten: Ido Zmishlany, Tim Sommers, Sean Douglas, Greg Wells, Gregg Wattenberg |

### EPs
| Jahr | Titel               | Höchstplatzierung, Gesamtwochen, AuszeichnungChartsChartplatzierungen (Jahr, Titel, Platzierungen, Wochen, Auszeichnungen, Anmerkungen) | Anmerkungen                                                  |
| Jahr | Titel               | US | Anmerkungen                                                  |
| ---- | ------------------- | --- | ------------------------------------------------------------ |
| 2016 | Perfectly Imperfect | US9 (8 Wo.)US | Erstveröffentlichung: 2. Dezember 2016 Produzent: Greg Wells |
| 2019 | Letters Vol. 1      | — | Erstveröffentlichung: 22. November 2019                      |

### Singles
- 2016: I Don’t Know My Name
- 2017: Moonlight
- 2017: Sick of Being Told
- 2018: Clearly
- 2019: Stray
- 2019: Hideaway
- 2019: Ur So Beautiful
- 2019: Waste My Time
- 2019: I don’t like you
- 2020: Today And Tomorrow
- 2021: Don´t Assume What You Don´t Know
- 2021: Repeat
- 2022: Lion‘s Den

### Musikvideos
| Jahr | Titel                            | Regisseur(e)    | Anmerkungen                            |
| ---- | -------------------------------- | --------------- | -------------------------------------- |
| 2017 | Moonlight                        | Blythe Thomas   | Erstveröffentlichung: 20. Juli 2017    |
| 2017 | So Much More Than This           | Kevin Slack     | Erstveröffentlichung: 4. Dezember 2017 |
| 2018 | City Song                        | Brian Petchers  | Erstveröffentlichung: 31. Januar 2018  |
| 2018 | Clearly                          | Brian Petchers  | Erstveröffentlichung: 30. März 2018    |
| 2019 | Stray                            | Blythe Thomas   | Erstveröffentlichung: 22. Februar 2019 |
| 2019 | Waste My Time                    | Blythe Thomas   | Erstveröffentlichung: 9. August 2019   |
| 2020 | Today And Tomorrow               | Joakim Carlsson | Erstveröffentlichung: 19. März 2020    |
| 2021 | Don’t Assume What You Don’t Know | Clare Gillen    | Erstveröffentlichung: 5. März 2021     |
| 2021 | Repeat                           | Clare Gillen    | Erstveröffentlichung: 16. April 2021   |

## Filmografie (Auswahl)
- 2020: Stargirl
- 2022: Hollywood Stargirl
- 2024: Megalopolis

## Auszeichnungen (Auswahl)
| Tabellarische Liste der Nominierungen und Auszeichnungen | Tabellarische Liste der Nominierungen und Auszeichnungen | Tabellarische Liste der Nominierungen und Auszeichnungen | Tabellarische Liste der Nominierungen und Auszeichnungen | Tabellarische Liste der Nominierungen und Auszeichnungen | Tabellarische Liste der Nominierungen und Auszeichnungen |
| Jahr                                                     | Award                                                    | Kategorie                                                | Ergebnis                                                 | Ref.                                                     |                                                          |
| -------------------------------------------------------- | -------------------------------------------------------- | -------------------------------------------------------- | -------------------------------------------------------- | -------------------------------------------------------- | -------------------------------------------------------- |
| 2017                                                     | Radio Disney Music Award                                 | Best New Artist                                          | Gewonnen                                                 | [ 40 ]                                                   |                                                          |
| 2017                                                     | International Acoustic Music Award                       | Best Female Artist                                       | Nominiert                                                | [ 80 ]                                                   |                                                          |
| 2017                                                     | Teen Choice Award                                        | Choice Next Big Thing                                    | Gewonnen                                                 | [ 44 ]                                                   |                                                          |
| 2017                                                     | Billboard Women in Music                                 | Rising Star Award                                        | Gewonnen                                                 | [ 54 ]                                                   |                                                          |
| 2018                                                     | Radio Disney Music Award                                 | So Happy – Best Song that Makes You Smile                | Nominiert                                                | [ 81 ]                                                   |                                                          |
| 2018                                                     | MTV Video Music Awards                                   | Push Artist of the Year                                  | Nominiert                                                | [ 82 ]                                                   |                                                          |
| 2018                                                     | MTV Europe Music Awards                                  | Bester Push-Act                                          | Gewonnen                                                 | [ 83 ]                                                   |                                                          |